# Сахих Муслим
Сахих Муслима (араб. صحيح مسلم‎) — один из шести основных суннитских сборников хадисов (Кутуб ас-Ситта). Сахих Муслима считается вторым по достоверности сборником хадисов пророка Мухаммеда после Сахиха аль-Бухари. Книга написана Муслимом ибн аль-Хаджжаджем.

## Обзор
Муслим ибн аль-Хаджжадж родился в 817 году в Нишапуре и умер в 874 году там же. За время своего путешествия по Ираку, Аравийскому полуострову, Сирии и Египту Муслим собрал около 300 тысяч хадисов, из которых лишь малая часть отвечала критериям достоверности. Сахих Муслима разделен на 43 книги, содержащих в общей сложности 7190 хадисов, из них без повторений 2200 хадисов. Около 1400 достоверных хадисов изложены в других сборниках хадисов.
Мусульмане-сунниты считают Сахих Муслима вторым по достоверности после Сахиха аль-Бухари. Эти два сборника обычно называют «Сахихами» или «Сахихейн» («два достоверных сборника»).

## Особенности
Амин Ахсан Ислахи отметил некоторые особенности Сахиха Муслима:
1. Муслим записал только такие рассказы, которые сообщили два надежных передатчика из числа сахабов (сподвижников Мухаммада), который впоследствии пошли по двум независимым непрерывным цепочкам (иснадам).
2. Расположение темы и разделы. Муслим приводит хадис, а рядом с ним, ставит все его версии (риваят).
3. Риваяты хадисов так же как и другие хадисы приведены вместе с иснадом (цепочкой передатчиков).

## Комментарии
- Ибн ас-Салах Сияна Сахих Муслим
- Ан-Навави Аль-Минхадж фи шарх Сахих Муслим
- Шаббир Ахмад Усмани Фас аль-Мульхим
- Мухаммад Таки Усмани Такмилат Фас аль-Мульхим
- Аллама Гулам Расул Саиди Шарх сахих Муслим
- Аль-Хумайди Тафсир аль-гариб ма фи ас-Сахихейн